# Дмитриенко, Валерий Александрович
Вале́рий Алекса́ндрович Дмитрие́нко (2 марта 1938, станция Куринская Нефтегорского района Краснодарского края — 8 января 2011, Томск) — советский и российский философ, доктор философских наук (1975), профессор, член-корреспондент Российской академии образования с 16 июня 1992 года (по Отделению философии образования и теоретической педагогики), заслуженный деятель науки Российской Федерации (2002).

## Биография
В. А. Дмитриенко окончил в 1962 году экономико-юридический факультет ТГУ по специальности «правоведение». В 1964—1966 годах учился в аспирантуре ТГУ, в 1967 году защитил кандидатскую диссертацию «Предмет и некоторые философско-социологические проблемы общего науковедения». В 1967—1968 годах обучался на 10-месячных курсах французского языка при Московском институте иностранных языков им. М. Тореза.
В 1962—1964 годах — ассистент, в 1966—1968 годах — старший преподаватель, в 1970—1978 годах — доцент, в 1978 году — профессор ТГУ. Докторская диссертация «Основы общей теории науки: методологические проблемы науковедения» (1975).
В. А. Дмитриенко работал в качестве преподавателя в вузах Гвинеи (1968—1969), Мали (1970—1971) и преподавателя-консультанта в Конго (1976—1978).
В 1978—1988 годах — профессор ТПУ.
В 1988—1991 годах — заведующий кафедрой философии и заведующий лабораторией теории науки и технологии в Институте космической техники (г. Красноярск).
В 1991—1992 годах — заместитель директора по научной работе Института образования Сибири, Дальнего Востока и Севера (г. Томск).
В 1992—1995 годах — первый заместитель председателя Сибирского отделения РАО (г. Красноярск).
В 1995—2011 годах работал заведующим кафедрой педагога-исследователя Томского государственного педагогического университета

## Основные работы
- Вопросы общей теории науки. Томск, 1974;
- Методологические проблемы науковедения. Томск, 1977;
- Введение в историографию и источниковедение истории науки. Томск, 1988;
- Организационно-педагогическая модель учебно-научно-образовательного комплекса и общая характеристика его основных документов. Барнаул, 1996.